# Спиропентадиен
Спиропентадиен (спиро[2.2]пента-1,4-диен) — углеводород, имеющий молекулярную формулу C5H4. Относится к алкадиенам спиранового ряда, также является простейший спирановым циклоалкеном. Впервые синтезирован в 1991 году. Крайне неустойчив — разлагается при температуре ниже −100 °C в течение нескольких минут, что определяется высоким угловым напряжением этого соединения за счёт наличия в его структуре трёхчленных циклов, содержащих двойную связь.

## Синтез
Спиропентадиен был получен из бис(триметилсилил)пропинона 1 пятистадийным синтезом: на первой стадии при взаимодействии кетона 1 с п-тозилгидразином был синтезирован тозилгидразон 2, обработка которого цианборгидридом натрия позволила получить аллен 3, последовательное циклопропанирование которого по обеим двойным связям хлоркарбеном, генерируемым из метиллития и дихлорметана, приводит к тетразамещенному спиропентану 5, который под действием тетра(н-бутил)аммоний фторида по реакции двойного 1,2-элиминирования образует спиропентадиен.

## Производные
Среди производных спиропентадиена известен 1,4-дихлорспиропентадиен, а также устойчивый при 216—218 °C кремниевый аналог — пента-(tBuMe2Si)3Si-замещённый спиропентасиладиен, содержащий вместо атомов углерода пять атомов кремния в спирановом фрагменте и имеющий угол 78° между трёхчленными циклами.